# Braida von Ronsecco und Cornigliano

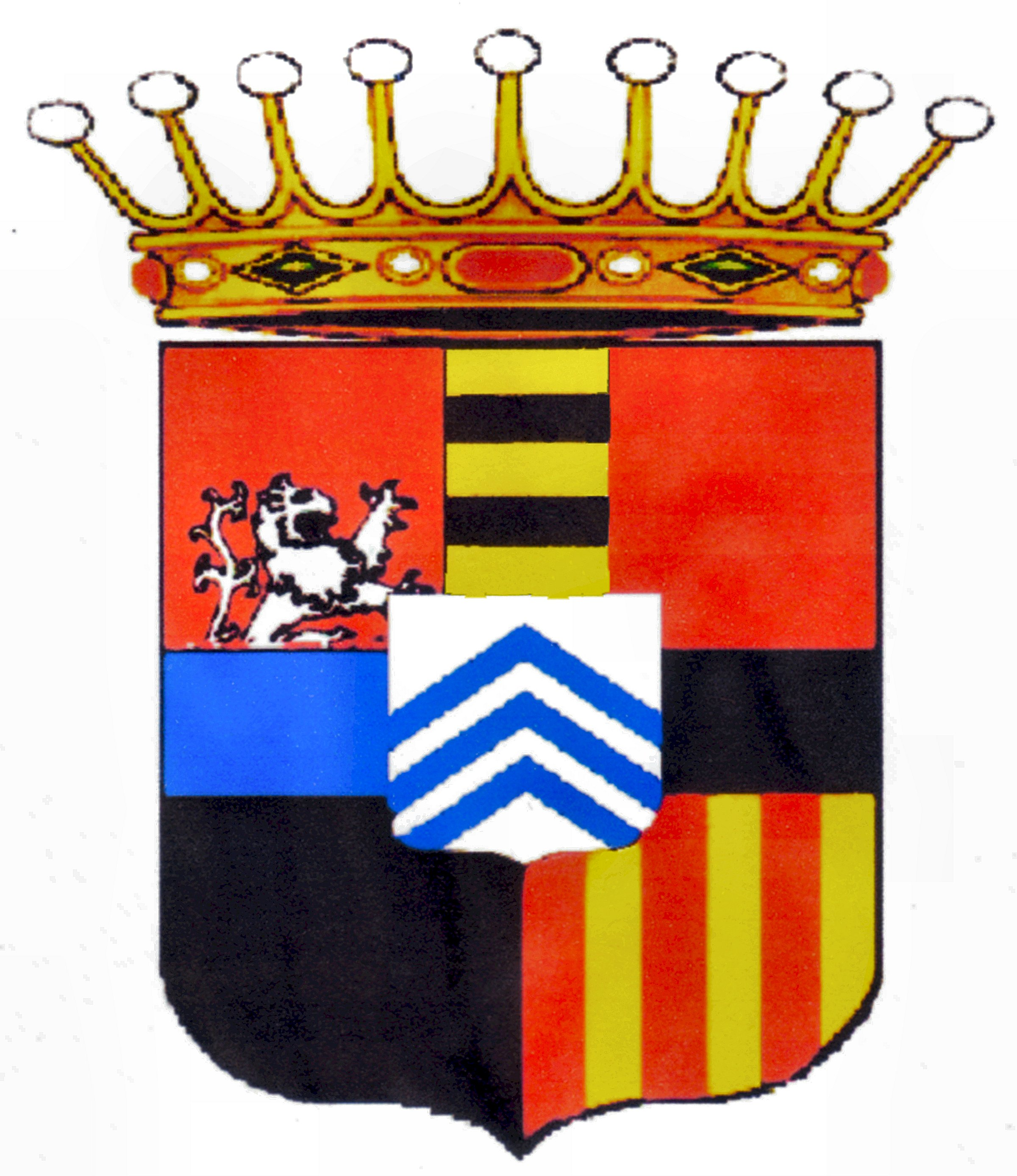
Vermehrtes Wappen der Grafen Braida von Ronsecco und Cornigliano in Österreich

Braida von Ronsecco und Cornigliano (historisch auch (de) Brayda geschrieben; Italienisch: conti di Ronsecco; signori di Corneliano, etc.) ist ein uradeliges Geschlecht aus Savoyen und gehört zum italienischen, ungarischen und österreichischen Grafenstand.

## Geschichte

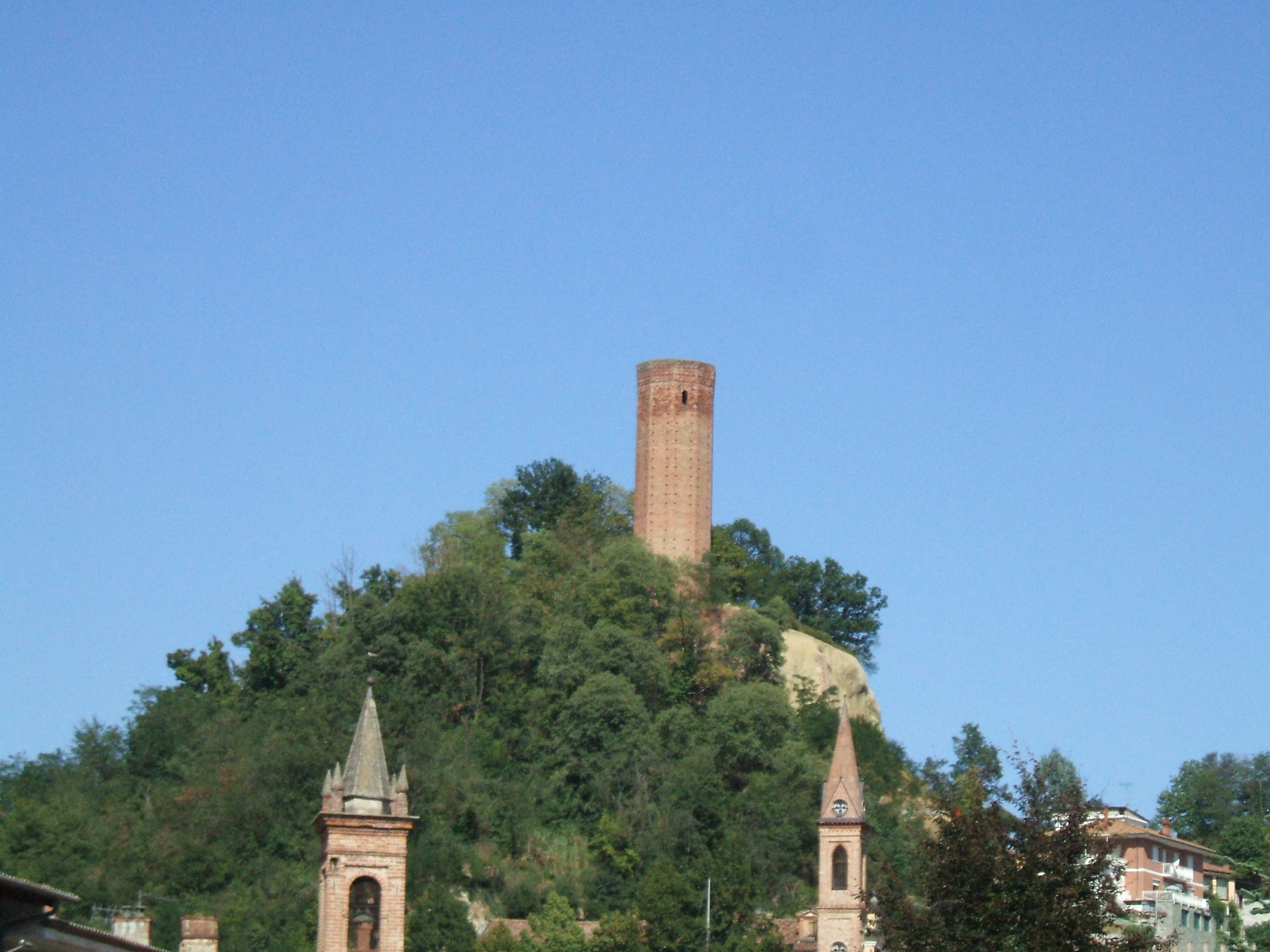
Überreste der Burg der Braida: der Turm von Corneliano d’Alba

Die Grafen Braida von Ronsecco und Cornigliano sind eine alte, ursprünglich aus Savoyen stammende Familie, die sich auf die Aleramiden zurückführt. Aleramo I., Conte di Savona (Aledram di Vado) † 995, war Herzog in Sachsen sowie Vetter und Schwiegervater Kaiser Ottos I., der ihn mit dem Herzogtum Montferrat bedachte. Aleramos Urenkel Raimund (Raimondo), aus dem Geschlecht der Markgrafen von Savona und Saluzzo, war neben Anteilen von Saluzzo die Stadt und das Gebiet von Bra (Piemont) zugefallen, wovon er und seine Nachkommen den Namen „Braida“ angenommen hatten. Der Streit um die Hoheitsrechte und die Kriege unter Kaiser Friedrich Barbarossa zwangen Otto Heinrich (Oddo Enrico) Marchese di Braida i Cornigliano, Centallo und Racconigi an Adelasia von Salluzzo abzutreten (vor 1200).
Die Familie verzweigte sich in mehrere Linien auf dem Gebiet des heutigen Italien. Eigene Wappen wurden geführt. So findet man zum Beispiel Nachfahren des Odo di Braida di Molioterno (* 1269), verheiratet mit Odolina D’Aimone d’Aquino, in Corneliano. 1608 starb dort der letzte „Dominus von Corneliano“, Graf Francesco de Brayda de’ Signori di Corneliano et Podestà di Bagnasco (Wappen unten beschrieben).
Der vollständige italienische Titel lautet: conti di Ronsecco; signori di Brondello, Casalgrasso, Cervere, Corneliano, La Morra, Monforte, Piobesi, Pollenzo, Racconigi, Ronsecco, Ruffia, Sanfrè, Verduno; consignori di Casalvolone, Castellar, Ceresole e Palermo.

### Österreichische Linie

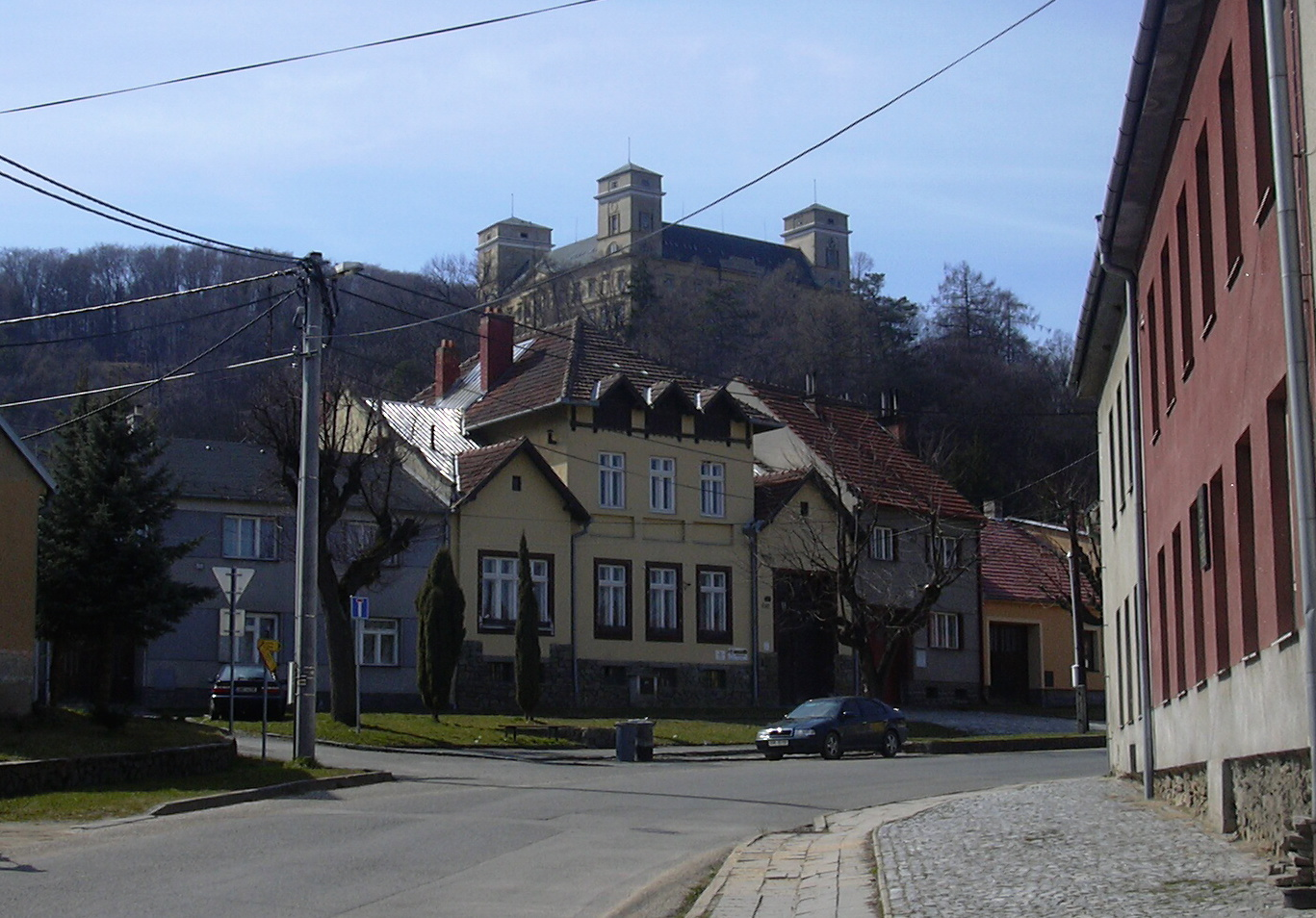
Schloss Ratschitz, Mähren

Besso di Braida vermählte sich mit Lucretia, der Erbin der Grafen von Ronsecco, deren Namen er annahm. Sein Sohn Johann († 12. November 1632), Großkanzler und Senatspräsident unter Karl Emanuel von Savoyen, hatte 14 Kinder, von denen drei Söhne, Johann, Franz und Julian, in österreichische Dienste traten. Julian, kaiserlicher General, vermählte sich zuerst mit Juliana, der Erbtochter des Freiherrn von Mers, was ihm mehrere Güter in Schlesien zubrachte. Nachdem er von Kaiser Leopold I. im Jahre 1669 das Inkolat in Böhmen, Mähren und Schlesien erhalten hatte, kaufte er 1670 die Herrschaft Ratschitz im Brünner Kreis. Er wurde mit Diplom vom 10. Dezember 1674 in den erbländischen Grafenstand erhoben. Martha Maria verwitwete Freifrau von Blier, geborene Gräfin von Braida, kaufte 1663 die Herrschaft Selletitz im Znaimer Kreis. Wiederverheiratet als Freifrau von Portenau, verkaufte sie den Besitz vier Jahre später an die Familie der Grafen von Berchtold, die 1711 von Martha Marias Erben auch die Güter Zerotitz und Wainitz erwarben. Karel Antonín Graf Braida verkaufte Ratschitz im Jahre 1800.
Weiters besaß die Familie in Mähren die Herrschaften und Güter Morkowitz, Schlappanitz, Gifikowitz, Traubek, Weiss-Oehlhütten, Czekin, Klein-Pentschitz und Lhota-Zabecny, doch war die Familie in Mähren 1899 des ehemaligen Besitzes ledig. Seit 1897 gehört ihr das österreichische Schloss Sitzenthal.

## Persönlichkeiten
Giovanni de Brayda, Conte di Bra, Sanfre, Ronsecco e Piobesi, (* um 1240; † 1309 in Bra), Sohn des Oddone di Brayda, General der Kavallerie des Karl I. von Anjou und dafür 1269 Moliterno erhielt, war mit Margherita, Contessa del Carretto, Marchesa di Noli, Finale (* 1255 in Finale; † 1301 in Bra), Enkelin Kaiser Friedrich II., verheiratet.
Besso di Braida (* 1535 in Turin; † 1610 in Ronsecco) kam wieder in den Besitz von Ronsecco. Er heiratete vor 1580 Lucretia, die Erbtochter des Herren von Bondonis, Grafen von Ronsecco, dessen Titel er seinem Namen hinzufügte. Nur ein Sohn dürfte das Mannesalter erreicht haben.
Gian (Giovanni) Andrea Braida Conte di Ronsecco (* 1581 in Pavia; † 12. November 1632 in Turin), Bessos Sohn, war unter Herzog Karl Emanuel I. von Savoyen Großkanzler, Senatspräsident und vorsitzender Richter im Piemont und hatte 14 Kinder, von denen zwei seiner Söhne (Francesco (Franz) Luciano und Giuliano (Julian)) in den Dienst der österreichischen Habsburger traten. Sein ältester Sohn, Giovanni, wurde Zeremonienmeister bei Herzog Vittorio Amadeo II. von Savoyen.
Julian Graf Braida von Ronsecco und Cornigliano (* 1612 in Turin; † 1682 in Wien), kaiserlicher General, erhielt zuerst durch Allerhöchste Entschließung von Kaiser Leopold I. das Inkolat für Böhmen, Mähren und Schlesien (13. November 1669), dann wurde er mit Diplom vom 10. Dezember 1674 in den erbländischen Grafenstand erhoben. Durch seine Heirat mit der Erbtochter des Freiherren von Mers fielen ihm zahlreiche Güter zu. 1670 kaufte er Ratschitz mit Schloss um 38 000 fl. Außerdem besaß er folgende Herrschaften und Güter: Groß-Heintzendorf, Drnowitz, Morkowitz, Schlappanitz, Girikowitz, Traubeck, Weiß-Ölhütten, Czekin, Klein-Pentitz und Lhota Zabecny. Von 1658 bis 1660 war er Obrist-Inhaber des Cürassier-Regiment Braida

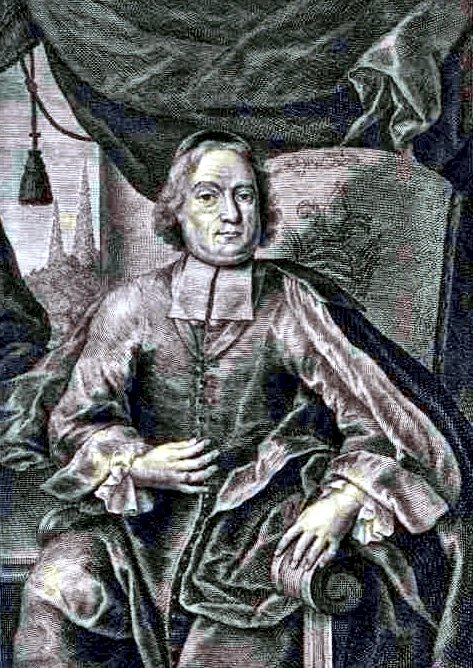
Franz Julian Graf Braida von Ronsecco und Cornigliano (1654–1727), Weihbischof von Olmütz

Franz Julian Graf Braida von Ronsecco und Cornigliano (* 7. März 1654 in Znaim; † 11. November 1727 Olmütz (Olomouc), ältester Sohn des Julian, Canonicus des hohen Domstiftes St. Johannes in Breslau, Vicarius Officialis von Olmütz, Archidiakon zu Znaim, Domherr zu Breslau, Canonicus senior, wurde am 4. Juni 1703 Bischof von Hippo und Weihbischof von Olmütz unter Kardinal von Schrattenbach. Während dessen häufiger Abwesenheit übte er das Amt des Vizekönigs von Neapel aus. Eine Besonderheit war, dass Braida alle Prälaten, die zu seiner Zeit in Mähren lebten, investierte.
Franz Julian war Herr von Ratschitz, Gross – Heintzendorf im Kreise Lüben, desgleichen auf Herbersdorf, Neugut, Neudorf, Parchau im Kreise Polckwitz des Fürstentums Glogau und anderen. Diese Besitzungen überschrieb er seinen Neffen und Mündel Anton Paul (1703–1794).
Johann Anton (Giovanni Antonio) Conte Braida di Ronsecco e Cornegliano, Sohn des Zeremonienmeisters, trat zuerst in päpstliche sodann österreichische Dienste, wo er sich als Obrist Verdienste bei der Belagerung von Speyer erwarb. Nur der aus seiner Ehe mit Martha Maria Contessa Santi de Castello hervorgegangene Sohn Anton Paul (* 11. Januar 1703 in Wien; † 20. Januar 1794 in Ratschitz) setzte das Geschlecht fort.

## Wappen

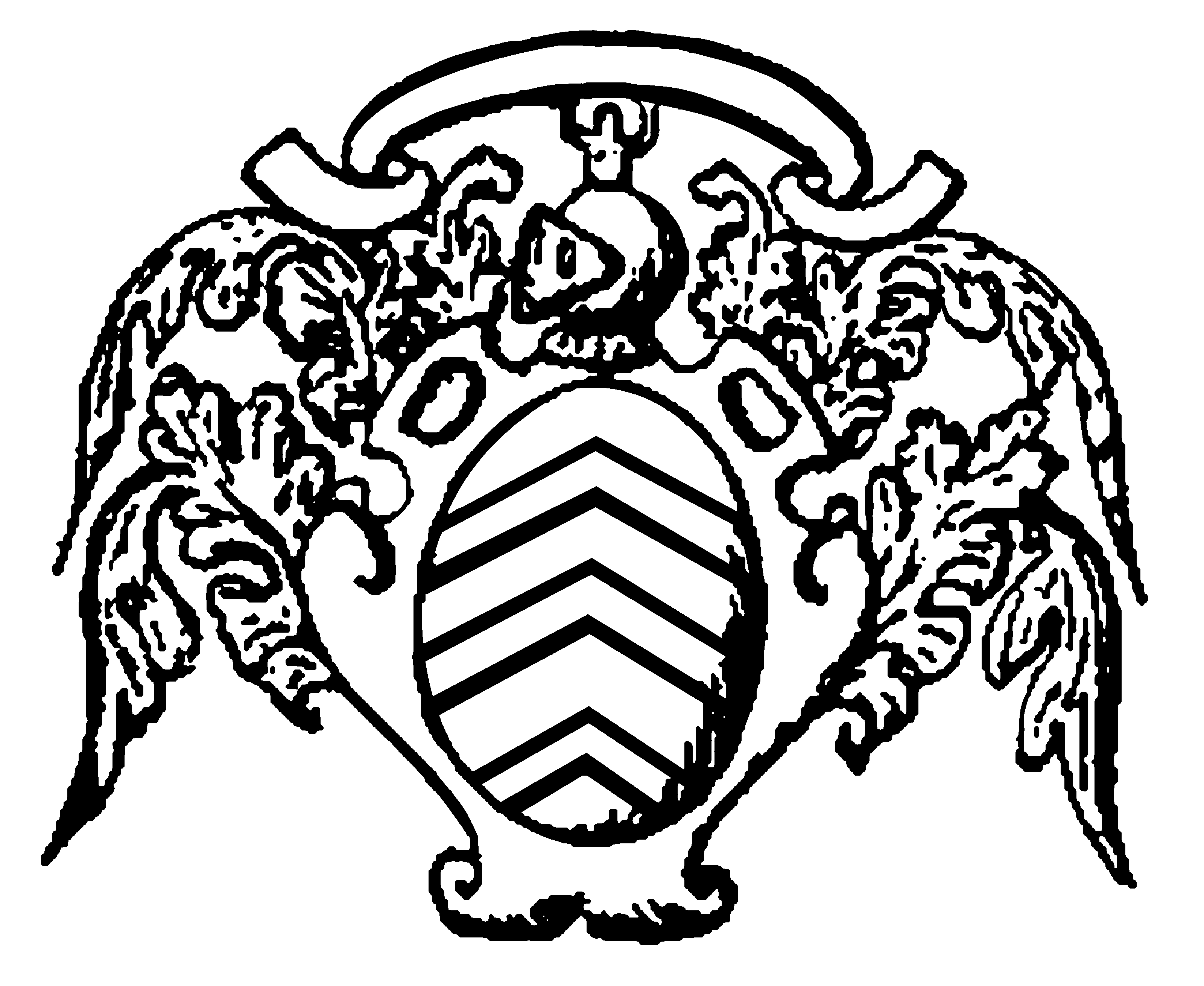
Darstellung des Vollwappens am Gedenkstein von 1608 des Conte Francesco Brayda de' Signori di Corneliano

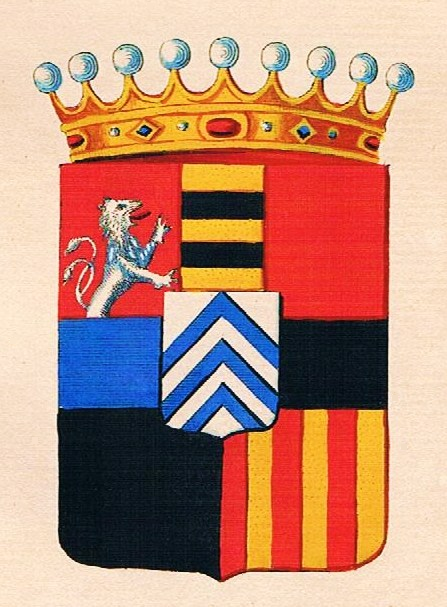
Wappen der Grafen von Breida im Wappenbuch der Österreichischen Monarchie (1835)

Als Wappenbild des Stammwappens stehen drei Sparren fest, die Farben des Schildes und die Sparren aber werden verschieden angegeben. Einige tingieren den Schild silbern, die Sparren blau. Andere, zum Beispiel Heinrich Kadich von Pferd und Konrad Blažek, den Schild blau und die Sparren silbern.
Ein Gedenkstein des Francesco De Brayda (Conte Francesco Brayda de’ Signori di Corneliano et Podestà di Bagnasco) von 1608 zeigt das Wappen der Brayda (Braida) so: im Schild drei Sparren. Auf dem Helm mit Helmdecken als Helmzier eine wachsende Fortuna. Die Blasonierung der zugehörigen Darstellung von Giuseppe Croce: In Silber drei blaue Sparren. Auf dem Helm mit blau-silbernen Helmdecken eine blaugekleidete wachsende Fortuna. Panier über dem Helm: „Bien faire passe tout“.
Proportionen und Ornamentik dieser Darstellung stellen ein frühes Zeugnis der „heraldischen Verfallszeit“ dar.
Mit der österreichischen Genehmigung zur Fortführung des Grafenstandes wurde der Nachkommenschaft des Grafen Ludwig Braida zu Wien am 17. Juni 1836 folgendes Wappen bestätigt: geviert und belegt mit rot-silbern gespaltenem Balken, dieser belegt mit silbernem Herzschild, darin drei blaue Sparren (Stammwappen). Feld 1 in Rot ein rückschauender silberner Löwe, Feld 2 rot ohne Bild, zwischen diesen beiden Feldern ein goldenes Mittelfeld mit zwei schwarzen Balken belegt, Feld 3 schwarz ohne Bild, Feld 4 von Rot und Gold sechsmal gespalten. Auf dem Schild ruht die Grafenkrone.
Laut Ernst Heinrich Kneschke ist das vermehrte Wappen (in Österreich) mit dieser Blasonierung beschrieben und mithin variiert dargestellt: Ein durch eine breite Querbinde quadrierter Hauptschild, in welchem zwischen den beiden Feldern des oberen Teils ein breiter Pfahl eingeschoben ist, mit Mittelschild. Der Hauptschild hat sieben Felder, von denen der Pfahl das zweite und die Binde das vierte und fünfte bilden. Im silbernen Mittelschild drei übereinanderstehende blaue Sparren. 1 in rot ein silberner einwärtsgekehrter Löwe; 2 in Gold zwei schwarze Querbalken; 3 rot, 4 blau, 5 und 6 schwarz, sämtlich ohne Bild, und 7 von Rot und Gold sechsmal der Länge gestreift. Den Schild bedeckt die Grafenkrone.